# Ermita de San Vicente Ferrer (Borriol)
La ermita de San Vicente Ferrer es un edificio de España que data del siglo XVII. Situado en Borriol, en la comarca de la Plana Alta en Castellón, es un lugar de culto declarado de modo genérico Bien de Relevancia Local, en la categoría de Monumento de interés local.

## Descripción
La ermita se encuentra a las afueras del municipio, a unos dos kilómetros del núcleo urbano, junto a la carreta que lleva a Puebla-Tornesa; y se ubica en una plaza que está decorada con bancos, árboles y una gran cruz de piedra.
Se supone que el lugar elegido para la construcción de la ermita y su advocación están relacionados con el hecho de que el dominico Vicente Ferrer predicara el 14 de abril de 1410 en ese mismo lugar.
La construcción de la ermita se comenzó en el siglo XVII, en 1667 y ya se llevó a cabo una reforma en 1730, conservándose el edificio en perfectas condiciones en la actualidad.
El templo se complementa con la casa del ermitaño que fue construida más tarde, adosándola a la ermita y edificándola sobre un porche abierto de dos grandes arcos de medio punto, que presenta poyo corrido.
Externamente la fachada de la ermita está blanqueada casi en su totalidad, aunque quedan a la vista, al igual que ocurre con el resto del edificio, los sillares utilizados, junto con la mampostería, para la construcción de la ermita, en concreto para el refuerzo de esquinas y vanos. El techo presenta tejas y disposición a dos aguas, existiendo dos techumbres independientes, la de la ermita y la cabecera de esta (que es rectangular), y la de la casa del ermitaño.
La fachada presenta forma rectangular rematada con una espadaña construida siguiendo las pautas del barroco, que dispone de una sola campana. La puerta de acceso al templo, también rectangular, ubicada en el eje de simetría, está adintelada y a ambos lados tiene sendas ventanas rectangulares también adinteladas.

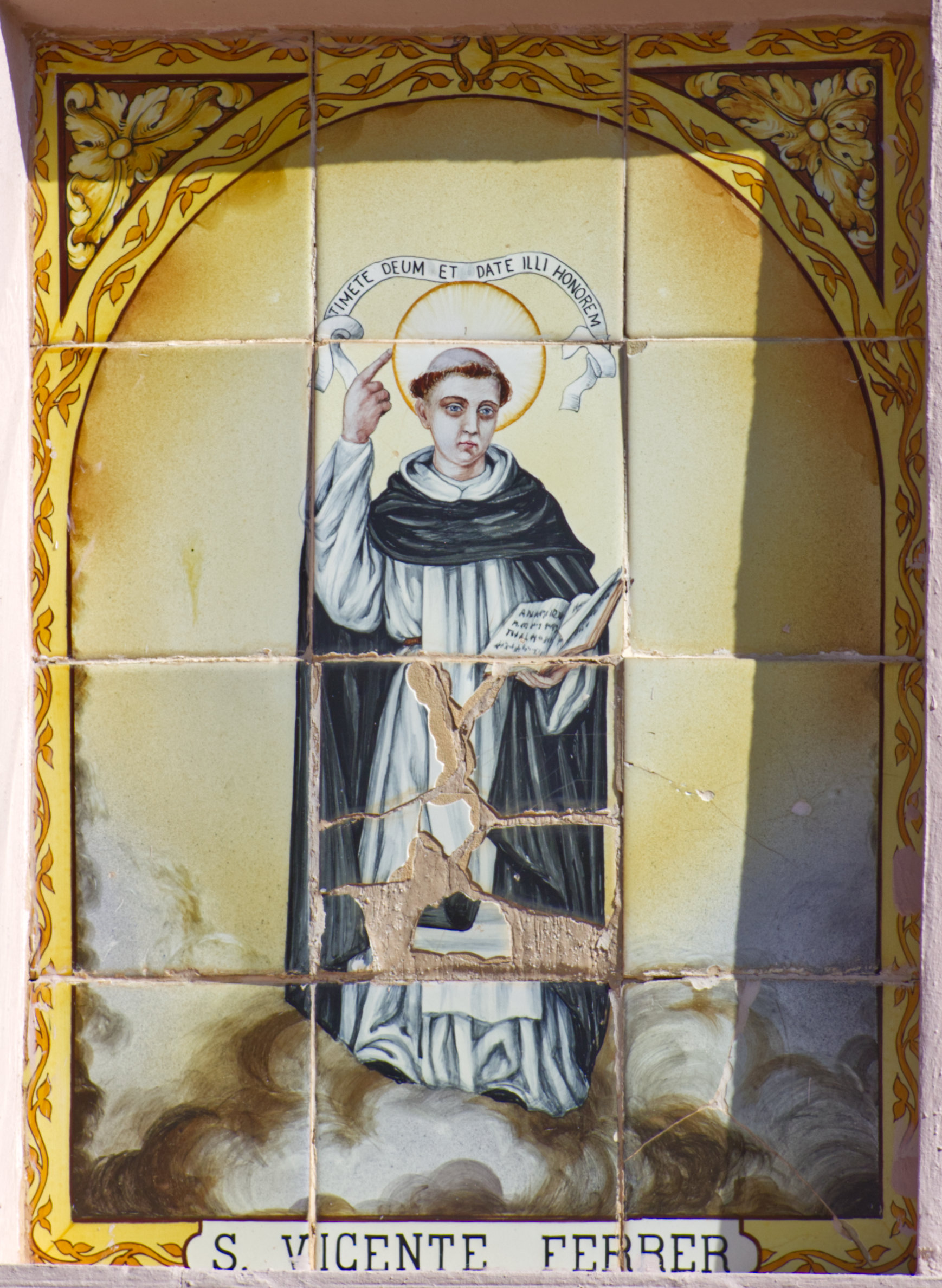
Retablo cerámico de San Vicente Ferrer

Sobre la puerta y a diferentes niveles pueden observarse, primero un panel cerámico con la imagen del santo de la advocación de la ermita, San Vicente Ferrer, enmarcado en sillares y fechado en 1667. Y por encima otra ventana rectangular totalmente rodeada de sillares.
Respecto al interior, presenta planta de nave única, de 13 metros de largo por 6 de ancho, que presenta tres crujías. No existen capillas laterales aunque sí coro alto a los pies de la planta. En el altar, como curiosidad se conserva la piedra en la que se supone el santo Vicente Ferrer subió para hacer su predicación en 1410. Para que esta piedra pueda observarse desde el exterior parte de la roca se puede observar a través de una reja que protege un vano que hay en la parte posterior del ábside.
Se celebra la fiesta del santo el lunes siguiente al de Pascua, llevándose a cabo ese día una romería que parte de la iglesia parroquial de San Bartolomé Apóstol y llega a la ermita recorriendo el conocido como “Camí vell”. Se oficia una solemne Eucaristía y tras ella en el pueblo se dispara una tradicional “mascletà”.